# 科洛馬 (密蘇里州)
科洛馬（英語：Coloma）是位於美國密蘇里州卡羅爾縣的非建制地區。

## 歷史
科洛馬的郵局於1861年設立，其後於1907年停運。

## 地理
科洛馬所處的海拔為高於海平面252米（即827英呎），而該地所採用的時區為UTC-6，即北美中部時區（CST）。同時該地設有夏令時間，為UTC-6調快一小時，即UTC-5（CDT）。